# محمد عظیم خان
عظیم خان بارک‌زی سیاستمدار افغان بود. وی از  اشراف قوم پشتون بود که به عنوان والی کشمیر افغانستان از سال ۱۸۱۲ تا ۱۸۱۹ خدمت کرد. او دومین پسر سرفراز خان بود، در حالی که برادر بزرگش فتاح خان شاه‌نشان و وزیر شاه محمود درانی بود. او یکی از ۲۱ فرزند از هشت مادر از جمله دوست‌محمدخان برادر ناتنی او بود که بعدها امیر افغانستان شد.